# Pasqua Aurora Betti
Pasqua Aurora Betti (Roma, 1946) è una brigatista italiana, membro di spicco della Colonna Walter Alasia delle Brigate Rosse.

## Attività terroristica
Partecipò a molte azioni terroristiche, tra cui:
- Il 1º aprile 1980, irruzione al Circolo culturale Carlo Perini ONLUS di Milano, durante la quale furono gambizzati l'onorevole Nadir Tedeschi, il segretario della sezione Eros Robbiani, il giornalista del Popolo Emilio De Buono e il fondatore del circolo, Antonio Iosa.[2] Parteciparono 4 brigatisti, tra cui Roberto Adamoli.[3]
- Il 12 novembre 1980, omicidio di Renato Briano, direttore del personale della Magneti Marelli.
- Il 28 novembre 1980, omicidio di Manfredo Mazzanti, direttore tecnico della Falck.
- Il 3 giugno 1981, sequestro di Renzo Sandrucci, direttore della produzione dell'Alfa Romeo, rapito il 3 giugno 1981 e rilasciato il 23 luglio 1981.

Fu arrestata nell'ottobre 1981, assieme a Vittorio Alfieri.

## Situazione processuale
Fu condannata all'ergastolo, con sentenza passata in giudicato nel novembre 1986, al termine del processo milanese nei confronti di un centinaio di militanti della Colonna Walter Alasia, conclusosi con 12 ergastoli.

## Situazione attuale
Sta ancora scontando la pena nel carcere di Garda.